# Симон Веј (филозофкиња)
Симон Веј (фр. Simone Weil; 3. фебруар 1909 — 24. август 1943) била је француска филозофкиња, хришћански мистик и политичка активисткиња. Умрла је током Другог светског рата од последица неухрањености и туберкулозе након што је одбила да узима храну из саосећања према Европљанима погођеним ратом.